# Blokland onder Mijdrecht en Zevenhoven
Blokland onder Mijdrecht en Zevenhoven was een klein waterschap in de gemeente Mijdrecht, in de Nederlandse provincie Utrecht; het besloeg de gelijknamige polder. Het waterschap is in 1976 opgegaan in De Proosdijlanden.